# Muzeul Național al Hărților și Cărții Vechi
Muzeul Național al Hărților și Cărții Vechi este un muzeu național din București, amplasat în Str. Londra nr. 39, sector 1, înființat în 4 aprilie 2003. Dana și Adrian Năstase au contribuit semnificativ la realizarea colecției de hărți donând sute de hărți din colecția personală.
Din patrimoniul muzeului fac parte peste 1000 de hărți, gravuri, desene, litografii, precum și o serie de obiecte specifice tematicii muzeului. Exponatele sunt dispuse într-o suită ce respectă latura științifică îmbinată în mod armonios cu cea artistică, căutând să pună în valoare evoluția istorică a realizărilor cartografice pe întregul mapamond și, mai ales, a celor care se referă la spațiul geografic al României. 
Dintre exponatele cele mai de seamă se cuvin menționate hărțile realizate de marii geografi ai secolului al XVI-lea după informațiile provenite de la marii geografi și istorici ai antichității ca: Strabon, Ptolemeu, Herodot și alții. Printre geografii și creatorii Renașterii, perioadă in care putem vorbi de o producție cartografică realizată pe bază matematică, se remarcă Sebastian Münster a cărui Cosmografie a dominat, prin numeroasele ediții, producția cartografică a celei de-a doua jumătăți a secolului al XVI-lea. Marii geografi Gerardus Mercator și Abraham Ortelius, inițiatori ai cartografiei științifice, sunt prezenți cu operele lor alături de alți geografi de seamă ai epocii, hărțile concepute de ei pentru spațiul est-european ocupând un loc central. Puținele exponate realizate mai aproape de zilele noastre se înscriu și ele în initiativa de a scoate in evidenta unele momente istorice și politice generate de dorința popoarelor de a fi libere.
Clădirea în care este găzduit muzeul este monument istoric, cod LMI B-II-m-B-19094.
În anul 2018, Muzeul Național al Hărților și Cărții Vechi și Asociația Identitate Culturală Contemporană au lansat o aplicație mobilă prin care pot fi vizualizate hărți ale regiunilor istorice locuite de români din cele mai vechi timpuri. Cu ocazia celebrării Centenarului Marii Uniri, a fost realizată o altă aplicație mobilă despre „Hărțile Basarabiei” care prezintă 50 de hărți istorice privind evoluția frontierelor Basarabiei istorice de-a lungul a 5 secole de cartografie. 